# Circolo Nautico Posillipo 2020-2021
Il Circolo Nautico Posillipo nella stagione 2020/21 partecipa al massimo campionato di Pallanuoto Maschile.
Gioca le sue partite interne alla Piscina Felice Scandone di Napoli.

## Rosa 2020-2021
| N° |                   | Ruolo | Giocatore              |
| -- | ----------------- | ----- | ---------------------- |
|    | Italia (bandiera) | P     | Andrea Lamoglia        |
|    | Italia (bandiera) | P     | Roberto Spinelli       |
|    | Italia (bandiera) | P     | Lorenzo Carl Lindstrom |
|    | Italia (bandiera) | D     | Andrea Maria Scalzone  |
|    | Italia (bandiera) | D     | Antonio Picca          |
|    | Italia (bandiera) | D     | Gianluigi Foglio       |
|    | Italia (bandiera) | D     | Luca Silvestri         |
|    | Italia (bandiera) | D     | Zeno Bertoli           |
|    | Italia (bandiera) | A     | Domenico Iodice        |

| N° |                    | Ruolo | Giocatore            |
| -- | ------------------ | ----- | -------------------- |
|    | Italia (bandiera)  | A     | Gianpiero Di Martire |
|    | Italia (bandiera)  | A     | Lorenzo Pio Telese   |
|    | Italia (bandiera)  | A     | Marco Napolitano     |
|    | Italia (bandiera)  | A     | Massimo Di Martire   |
|    | Italia (bandiera)  | A     | Jacopo Parrella      |
|    | Italia (bandiera)  | A     | Pierpaolo Parrella   |
|    | Georgia (bandiera) | CB    | Fabio Baraldi        |
|    | Italia (bandiera)  | CB    | Julien Lanfranco     |
|    | Italia (bandiera)  | CB    | Marco Ricci          |
|    | Italia (bandiera)  | CV    | Giuliano Mattiello   |
|    | Italia (bandiera)  | CV    | Paride Saccoia       |

### Staff tecnico
- Allenatore: Roberto Brancaccio
- Medico Sociale: Guglielmo Lanni
- Preparatore Atletico: Alessandro Fusco
- Fisioterapista: Silvio Ausiello